# CX Водолея
CX Водолея (лат. CX Aquarii) — двойная затменная переменная звезда типа Беты Лиры (EB) в созвездии Водолея на расстоянии приблизительно 907 световых лет (около 278 парсеков) от Солнца. Видимая звёздная величина звезды — от +11,8m до +10,55m. Орбитальный период — около 0,556 суток (13,344 часов).

## Характеристики
Первый компонент — жёлто-белая звезда спектрального класса F2p. Эффективная температура — около 6293 К.